# Pfarrkirche St. Othmar unter den Weißgerbern
Die römisch-katholische Pfarrkirche St. Othmar unter den Weißgerbern steht im 3. Wiener Gemeindebezirk Landstraße im Weißgerberviertel am Kolonitzplatz. Die Pfarre liegt im Stadtdekanat 3 des zur Erzdiözese Wien gehörenden Vikariates Wien Stadt. Sie wurde in den Jahren 1866 bis 1873 im neugotischen Stil nach Plänen des Architekten Friedrich von Schmidt errichtet und ist dem heiligen Othmar geweiht. Sie ist die Nachfolgekirche dreier kleinerer Kirchen und Kapellen.
Die Kirche ist ein nach allen Seiten freistehender neugotischer Backsteinbau, der vom Ida-Bohatta-Park umgeben ist. Das Bauwerk beherrscht über den Kolonitzplatz hinaus die Umgebung. Der Bau ist eine dreischiffige basilikale Anlage mit Eingangsturm, Querschiff, Chorumgang und Kapellenkranz in frühgotischen Formen. Der Chor ist nach Nordwesten gerichtet, der Turm steht im Südosten. Das Bauwerk steht unter Denkmalschutz (Listeneintrag).

## Geschichte

### Geschichte der Weißgerbersiedlung bis zum Kirchenbau
Bereits um das Jahr 1158 ist ein kleines Dorf namens „Weihrochberg“, weit außerhalb der Stadtmauern von Wien an einem Arm der Donau gelegen, nachweisbar. Da die meisten Bewohner ihren Lebensunterhalt als Gerber verdienten, entwickelte sich daraus der Ortsname „Weißgärber“ (alte Schreibweise).
Die seelsorgliche Betreuung erfolgte durch die Dompfarre St. Stephan. Dies war aufgrund der häufigen Überschwemmungen des Donauarmes und des Wienflusses sowie der starken Kriminalität auf dem Weg vor allem bei Versehgängen sehr problematisch. Nach dem Ende des Dreißigjährigen Krieges zählte die kleine Ortschaft weniger als 1.000 Einwohner, die meisten von ihnen lebten in ärmlichen Verhältnissen.

### Geschichte der Vorgängerkirchen des Vorortes
Wolfgangskapelle

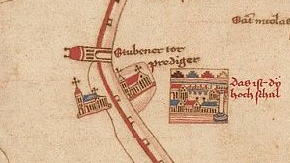
Links unterhalb des Stubentors ist die Wolfgangskapelle zu sehen (Ausschnitt aus dem Albertinischen Plan von 1421).

Bis zur Ersten Türkenbelagerung, 1529, stand im Bereich der „scheffstraß“, im Bereich der heutigen Biberstraße eine Kapelle, die dem heiligen Wolfgang geweiht war. Diese war die erste Seelsorgestelle für die Menschen die „Unter den Weißgerbern“ lebten.
Dreifaltigkeitskapelle
Eine Stiftung des Ehepaares Urban und Sabine König und eine Spende der Kaiserin Margaretha von 1000 Gulden ermöglichten die Errichtung einer kleinen Kirche im Bereich der heutigen Rettungsgesellschaft in der Radetzkystraße. Die Kapelle wurde 1673 der heiligen Dreifaltigkeit geweiht, im Volksmund wurde sie jedoch auf Grund des von der Kaiserin gestifteten Margarethenbildes Margarethenkirchlein genannt.
Die Freude an der neuen Kapelle währte jedoch nur kurz: Bei der Zweiten Türkenbelagerung brannten die Osmanen die Kirche nieder und töteten den Priester Johannes Reischacher. Diese Begebenheit ist auf einer Seccomalerei in der Othmarkirche über dem Margarethen-Altar, rechts vom Hauptaltar, dargestellt. Zur Erinnerung wurde an der Stelle der Kapelle eine barocke Dreifaltigkeits-Pestsäule errichtet, die vor dem Gebäude der Wiener Rettungsgesellschaft steht. Ursprünglich stand diese Säule auf dem heutigen Rochusmarkt zwischen Rochus- und Nikolaikirche.
Margarethenkirche

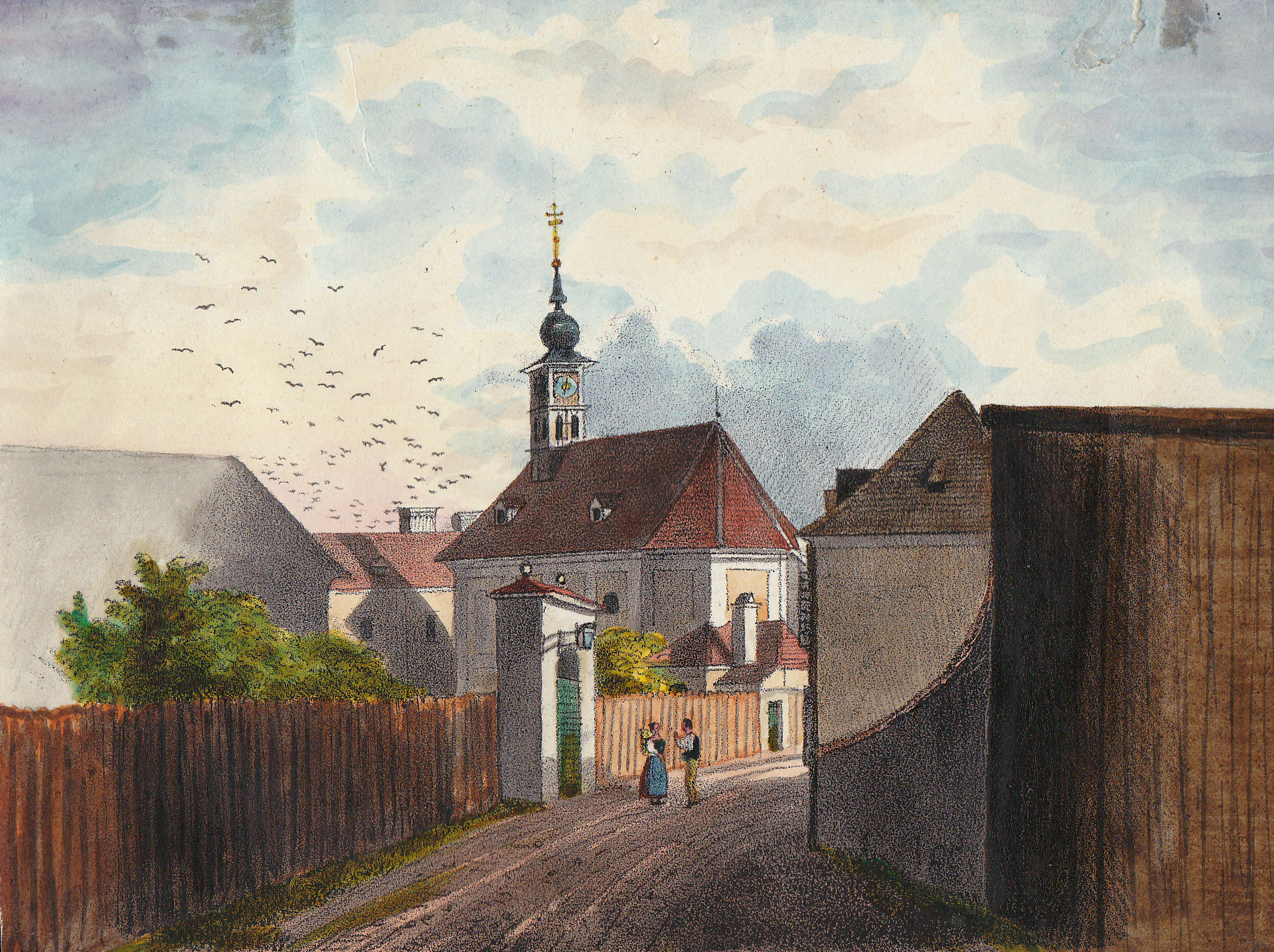
Lithographie der Margarethenkirche vor 1800

Nachdem die erste Kapelle bei der Zweiten Türkenbelagerung bis auf die Grundmauern zerstört worden war, wünschten sich die Einwohner von Weißgärber abermals ein eigenes Gotteshaus. Das Ehepaar Dissler (nach ihnen ist die Disslergasse benannt) stellte den Baugrund für eine neue Pfarrkirche und einen Pfarrhof am heutigen Radetzkyplatz – an der Ecke zwischen Löwengasse und Radetzkystraße – zur Verfügung. Kaiser Leopold I. und der Fürstbischof von Wien Ernst von Trautson stellten den Weißgärbern beträchtliche Geldmittel zur Verfügung, sodass bereits am 7. April 1690 die Grundsteinlegung erfolgte.
Die neue Kirche war auf ungefähr 300 Gläubige ausgelegt. Während der Bauzeit kaufte die Stadt Wien die Siedlung Weißgärber, machte sie zur Vorstadt und übernahm das Patronat über die Margarethenkirche. Erst 1746, 56 Jahre nach Baubeginn, wurde die Kirche geweiht. Sie wurde, wie schon der Vorgängerbau, eine Filiale der Dompfarre St. Stephan, in der ab dem Jahr 1762 Kuraten wirkten. Unter Kaiser Joseph II. wurde das Kuratbenefizium der Margarethenkirche von St. Stephan getrennt und der neugeschaffenen Pfarre St. Rochus und Sebastian auf der Landstraßer Hauptstraße zugeordnet. Der wohl bedeutendste Benefiziatkurat war wahrscheinlich Josef Franz Hegedys, Edler von Eröry. Er war 17 Jahre als Seelsorger in der Margarethenkirche tätig und stellte eigenmächtig einen polnischen Hilfskaplan ein. In seine Zeit als Benefizkurat fiel unter anderem das hundertjährige Weihejubiläum am 12. Juli 1846. Als späterer Domherr von St. Stephan trug er wesentlich zum Bau der Othmarkirche bei.
1875 mussten Kirche und Pfarrhof, in dem sich die älteste Schule der Wiener Vorstädte befand, dem stärker werdenden Verkehr weichen. An der Stelle des Pfarrhofes steht heute ein Miethaus, erbaut vom Architekten Peter Gerl. Von der ehemaligen Margarethenkirche wurden einige Einrichtungsgegenstände in die neue Othmarkirche übertragen, so das Altarbild und zwei weitere Bilder, die seit einer Renovierung in den 1960er-Jahren im Presbyterium der Othmarkirche hängen, sowie das barocke Prozessionskreuz, das noch bei Hochfesten getragen wird.

### St. Othmar

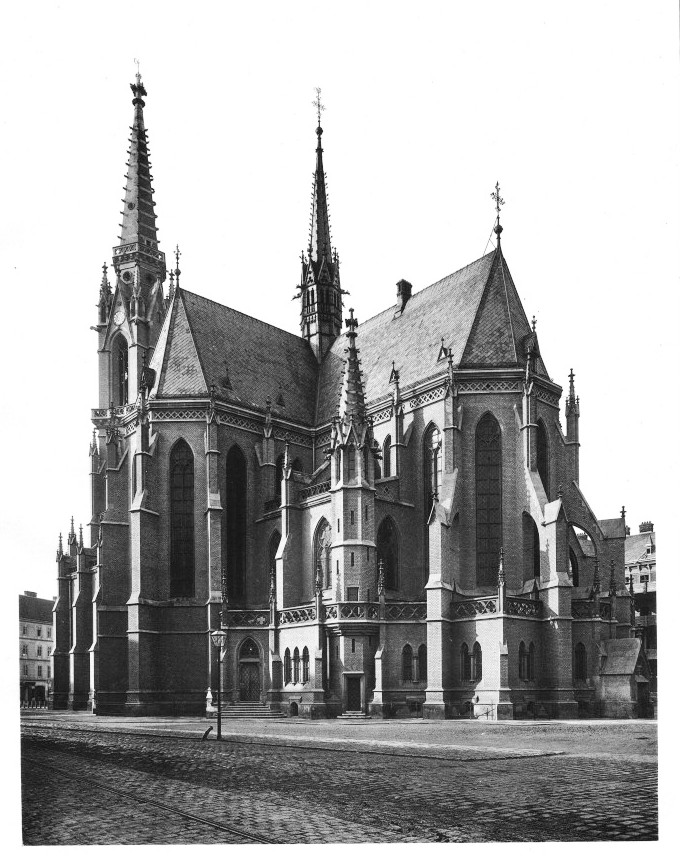
Seitenansicht aus der Bauzeit

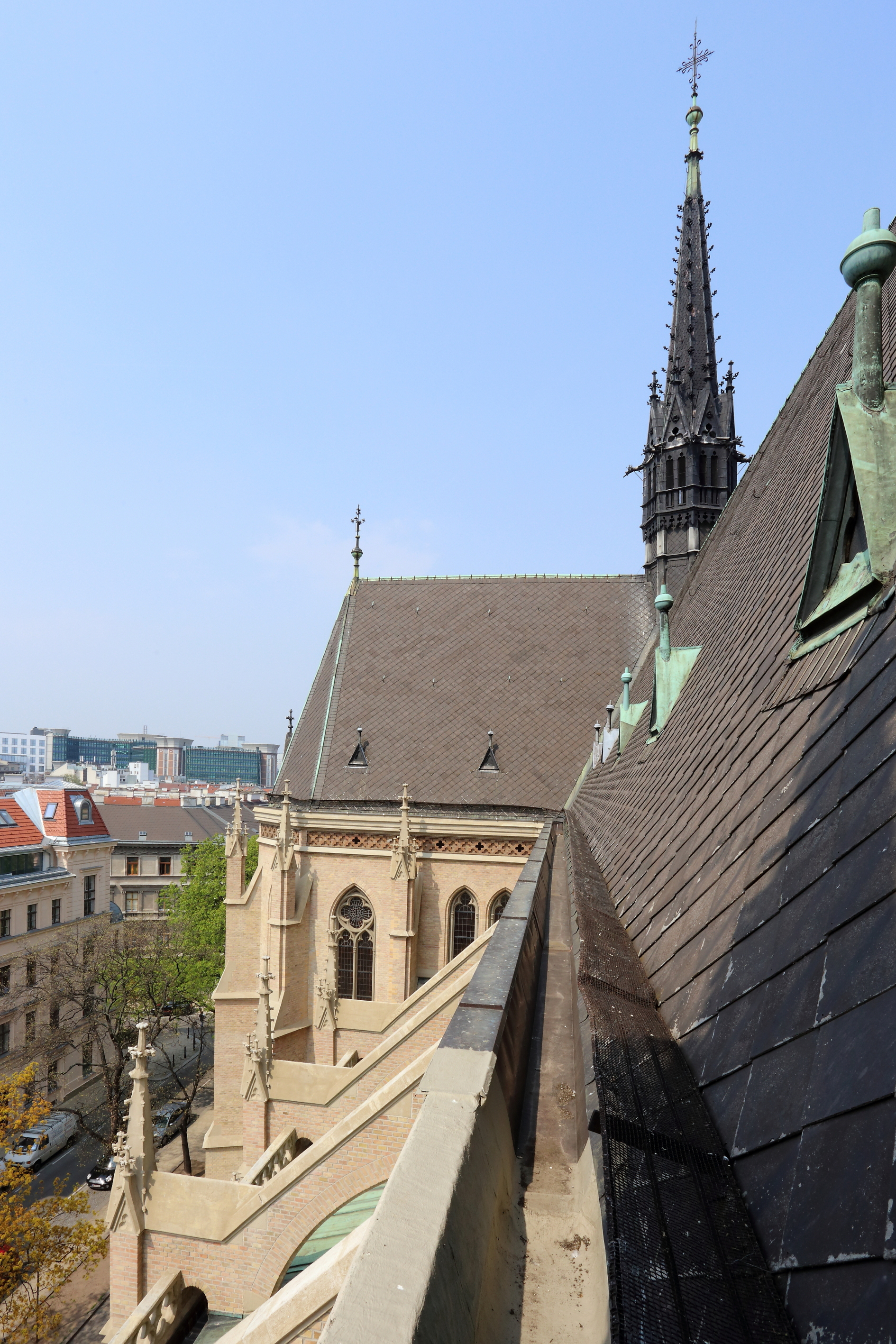
Blick vom Turm über das Dach des linken Seitenschiffes

Durch das in der Nähe befindliche Zollamt und das Hauptmünzamt, aber auch durch die Donauschifffahrt und die Errichtung der Verbindungsbahn erlebte das Weißgerberviertel einen großen Aufschwung. 1851 misslang den Weißgerbern der Versuch, beim Wiener Gemeinderat und zwei Jahre später bei Kaiser Franz Joseph I. das Interesse an der Errichtung einer neuen und großen Kirche, eines Pfarrhofes, einer Schule und einer eigenständigen Pfarre zu wecken. Bei Franz Joseph I. versuchten es die Weißgerber mit dem Angebot, die Siedlung nach Seiner Majestät zu benennen, jedoch ebenfalls ohne Erfolg.
Nach vielen erfolglosen Verhandlungen stimmte der Erzbischof von Wien, Kardinal Othmar von Rauscher, im Dezember 1862 dem Bau einer neuen neugotischen Kirche und deren Finanzierung zu. Er stellte jedoch die Bedingung, dass der Auftrag an den damaligen Wiener Dombaumeister Friedrich von Schmidt ergehen musste.
Der Dombaumeister plante den Bau ursprünglich als Staffelkirche, der jedoch nach Wünschen der Baubehörden verändert wurde und in Form eines Basilikabaues ausgeführt wurde. Schmidt war bei den Debatten im Wiener Gemeinderat anwesend und zog die städtebaulichen Kriterien den liturgischen Vorgaben vor. Er verzichtete etwa auf eine Ostung des Altares. Beim Bau dieser Kirche waren die städtebaulichen Kriterien von besonders großer Bedeutung: Das Gotteshaus steht auf dem Gartengrund des ehemaligen Palais Bechard, von dem neun Straßenzüge strahlenförmig auseinanderlaufen. Wichtig war, dass die Kirche von allen Seiten gut zu sehen war und die Gebäude rundum weit genug entfernt waren, da die Kirche den neuen Mittelpunkt der Siedlung darstellte. Der hohe Kirchturm war mit 80 Metern Höhe, auf Grund der geringen Distanz zur Innenstadt, ein Symbol der Darstellung des neuen Wiens, das im Zuge der Stadterweiterung viele neue Rechte zugesprochen bekam. Im Mai 1863 genehmigte die Baukommission des Magistrats die Pläne von Friedrich von Schmidt. Die Kosten wurden mit zirka 400.000 Gulden beziffert. Die Bauzeit des Turmes sollte drei Jahre dauern; für das gesamte Bauwerk waren sechs Jahre veranschlagt. Außerdem wurde der Bau eines Pfarrhofes und zweier Schulen beschlossen.
Am 17. Mai 1866 erfolgte die Grundsteinlegung durch Kardinal Othmar von Rauscher. Die Planung und Durchführung oblag Dombaumeister Friedrich von Schmidt, die Bauleitung dem Baumeister Josef Hlávka. Der Bau der Kirche verzögerte sich auf Grund der Wiener Weltausstellung 1873, aus Mangel an Arbeitern.
Nach achtjähriger Bauzeit weihte Kardinal Rauscher die Kirche am 24. August 1873 in einer sechseinhalbstündigen Feier dem heiligen Othmar. Bis zum 31. Dezember 1873 war die Othmarkirche eine Filialkirche der Pfarre St. Rochus und Sebastian auf der Landstraße. Am 1. Jänner 1874, als die Pfarre St. Othmar eigenständig wurde, wohnten im Pfarrgebiet 15.052 Bürger, von denen 12.010 römisch-katholisch getauft waren. Das Pfarrgebiet wurde aus Teilen der Pfarren Landstraße, Erdberg und Rennweg gebildet.
Die Ausschmückung des Kircheninneren dauerte bis 1875. Nach dem Tod Kardinal Rauschers ging eine Reliquie des heiligen Othmars aus seinem Nachlass an die Pfarre. Sie wird in einem Schrein im rechten Querschiff aufbewahrt. 1896 wurde die Kirche erstmals einer Innenrenovierung unterzogen und seit 1904 ist sie elektrisch beleuchtet. Im Ersten Weltkrieg, 1917, mussten erstmals drei der vier Glocken abgeliefert werden. 1929 ließ sich die Pfadfindergruppe 9 im Pfarrgebiet nieder.
In den Jahren 1934 bis 1936 erfolgte eine Außenrenovierung der Kirche. 1944 wurde die Kirche im Kapellenkranz von einer Bombe getroffen und schwer in Mitleidenschaft gezogen. In den Nachkriegsjahren wurden die Schäden mit Unterstützung der Gemeinde Wien behoben. Erst 1960 war die Schadensbehebung vollständig abgeschlossen. Die Pfarre schaffte unter Pfarrer Josef Sedlmayer neue Sitzbänke für das vordere Kirchenschiff an, adaptierte die alten Sitzbänke und ließ eine Blitzschutzanlage sowie eine elektrische Heizung installieren. Vorher wurde die Kirche über einen großen Kamin beheizt. Unter Pfarrer Kaszimierz Wojtowicz fanden zahlreiche Umbauarbeiten statt. So wurden unter anderem die Taufkapelle und die Auferstehungskapelle neu gestaltet. Unter Pfarrer Jan Mazurek wurde im Jahr 1993 das Presbyterium renoviert. In den Jahren 1998 bis 2001 erfolgte eine Renovierung der Außenfassade.
Heute leben im Pfarrgebiet, das von Wienfluss, Donaukanal, Wassergasse, Geusaugasse, Seidlgasse und Landstraßer Hauptstraße begrenzt wird, zirka 6.000 Katholiken. Von 29. November 2015 bis Oktober 2017 bildete die Pfarre St. Othmar im Rahmen des Strukturprozesses der Erzdiözese Wien, gemeinsam mit den Pfarren Am Schüttel, Erdberg und Neuerdberg den Entwicklungsraum „Am Donaukanal“.

### Liste der Pfarrer

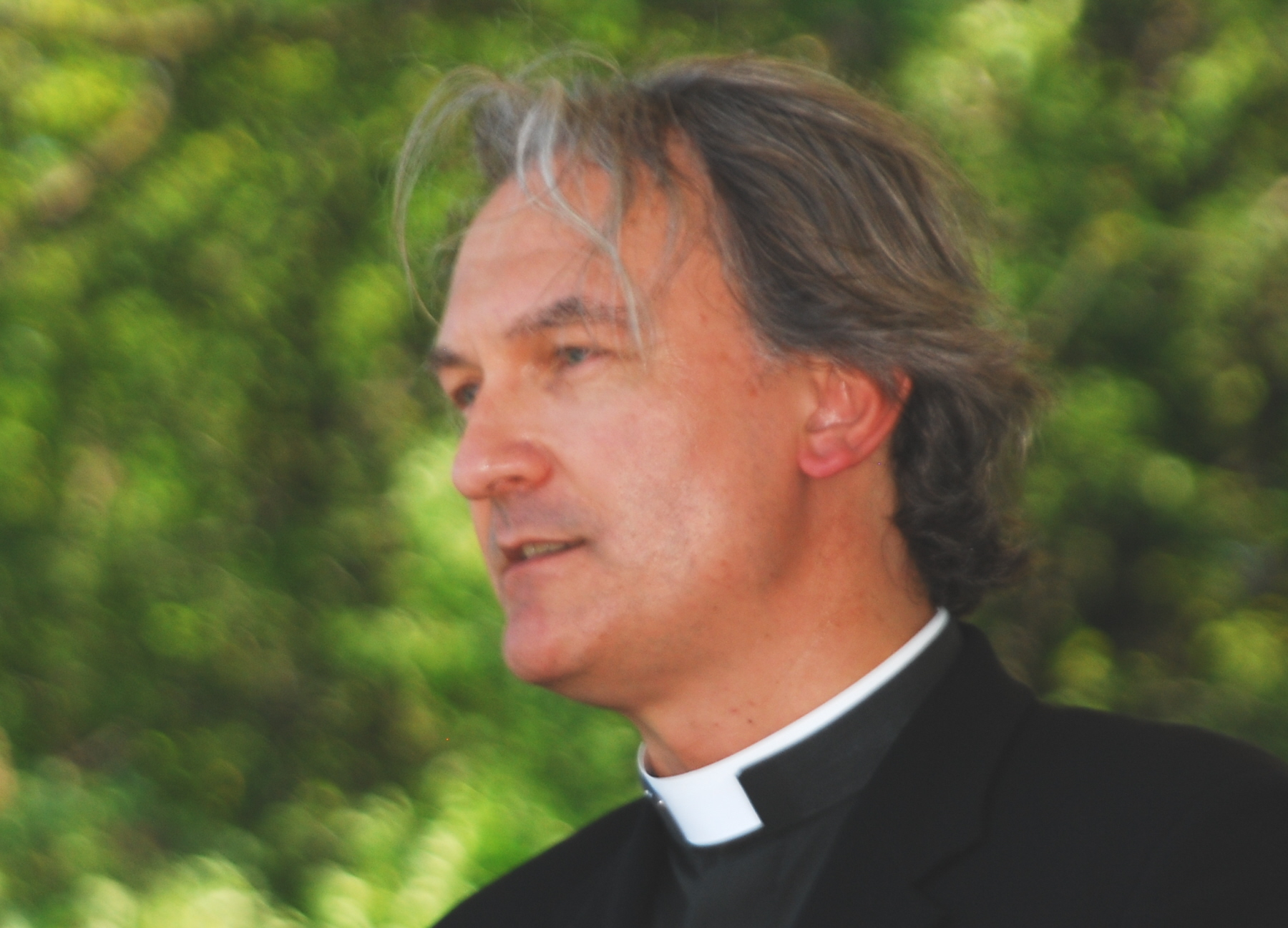
Dariusz Schutzki

Die Liste der Pfarrer von St. Othmar reicht bis in das Jahr 1874 zurück. Seit 1983 ist sie eine Ordenspfarre der Resurrektionisten. Pfarrer von St. Othmar ist seit September 2003 Dariusz Schutzki, der seit 1. September 2011 gleichzeitig als Bischofsvikar für das Vikariat Wien Stadt tätig ist.
| Name                | Wirkungszeit | Anmerkung                                                                                   |
| ------------------- | ------------ | ------------------------------------------------------------------------------------------- |
| Franz Riediger      | 1874–1891    | davor letzter Kurat der Margarethenkirche                                                   |
| Franz X. Weimar     | 1891–1914    |                                                                                             |
| Franz Hiessberger   | 1914–1924    |                                                                                             |
| Richard Joch        | 1924–1927    |                                                                                             |
| Franz Leibrecht     | 1928–1960    |                                                                                             |
| Josef Sedlmayer     | 1960–1982    |                                                                                             |
| Kasimierz Wojtowicz | 1983–1992    | erster Resurrektionist                                                                      |
| Jan Mazurek         | 1992–2003    |                                                                                             |
| Dariusz Schutzki    | seit 2003    | Dechant von 2005 bis 2011, seit 1. September 2011 Bischofsvikar für das Vikariat Wien Stadt |

## Architektur

### Kirchenäußeres
Die neugotische Kirche ist 52 Meter lang. Das Hauptschiff misst eine Breite von 8,70 Metern und eine Höhe von 22 Metern, während die beiden Seitenschiffe je 4,70 Meter breit und 15 Meter hoch sind. Im vorderen Drittel des Hauptschiffes schließen sich zwei jeweils 12 Meter lange Querschiffe an, die, wie das Hauptschiff, 22 Meter hoch sind. Die Kirche wurde aus Backstein errichtet, die Zierelemente sind aus Sandstein gefertigt.
Die Seitenfronten des Langhauses sind durch abgetreppte Strebepfeiler und zweibahnige Maßwerkfenster strukturiert. Hinter einer abschließenden Dreipassbalustrade sind Lichtgaden mit gekuppelten Spitzbogenfenstern zu sehen. Auf beiden Seiten treten etwa 12 Meter lange Querschiffapsiden hervor. Auch diese sind durch zweibahnige Maßwerkfenster gegliedert. Über der Vierung befindet sich ein etwa 60 Meter hoher Vierungsturm aus Holz mit Spitzhelm, der mit Eisenplatten verkleidet ist. Die Chorpartie ist mit einem Kranz durchbrochener Strebepfeiler und einem Umgang mit Maßwerkbalustrade umzogen. In den Winkeln der Querschiffe sind die fünfeckigen Windfänge der Seitenausgänge und rund um den Chorschluss mit Spitzbogenfenstern durch eine Mauer abgetrennt, die polygonalen Räume der Sakristei angeordnet. Dadurch entsteht der Eindruck eines Chorumganges. Die Bildhauerarbeiten stammen von Josef Pokorny.

### Turm

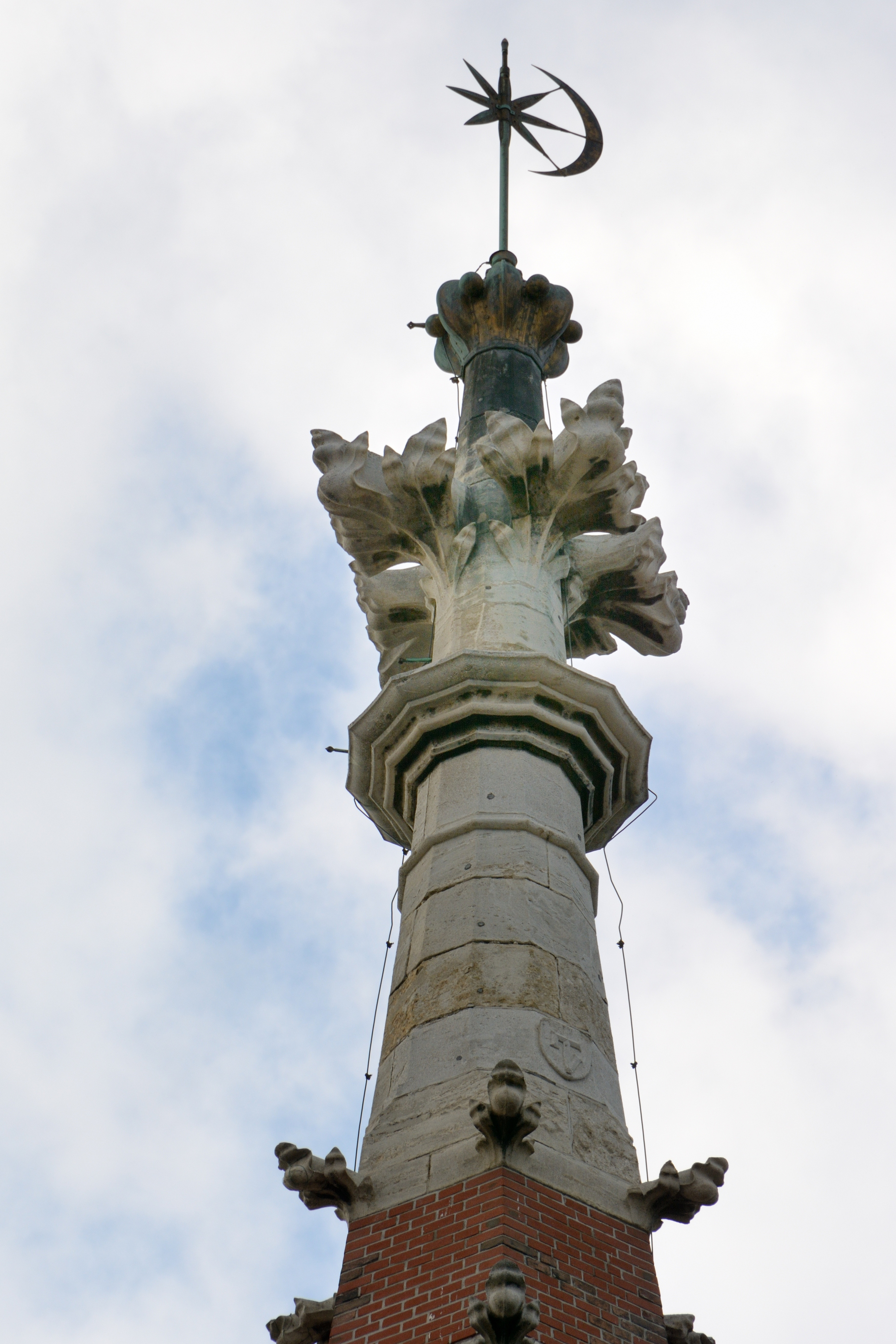
Turmspitze

Am Ostende des Langhauses ist halb eingezogen ein mächtiger, dreigeschoßiger Kirchturm mit sechseckigem Grundriss angebaut. Die Kanten sind mit abgetreppten und mit Fialen besetzten Strebepfeilern versehen.
Der 80 Meter hohe Turm ist mit dem der Kirche St. Elisabeth der fünfthöchste Kirchturm Wiens.
Die Turmuhr befindet sich in der Höhe des Helmaufsatzes und hat in drei der sechs angebrachten Giebeln Zifferblätter aus Milchglas mit Zeigern aus Gusseisen, die von einem zentralen Motor angetrieben werden. Die Uhrzeit wird über ein Funksignal von der Magistratsabteilung 33 der Gemeinde Wien gesteuert.

Über dem mit Fialen ausgeschmückten Uhrengiebelkranz ist ein mit Krabben gemauerter Spitzhelm.
Der Helm ist unten aus einer 45 Zentimeter dicken, oben aus einer 30 Zentimeter dicken Ziegelmauer in Form eines Zwölfecks gebaut. Im Abstand von einem Meter ist jeweils eine 30 Zentimeter dicke Steinschicht eingeschoben, die an den Ecken mit den Krabben besetzt sind. Im unteren Bereich des Turmhelmes befindet sich eine Maßwerkgalerie, zu der im Inneren eine freitragende spiralförmige Stiege führt. Vom Straßenniveau bis zu dieser Galerie führen 303 Stufen.
Die oberste Kreuzblume wurde aus mehreren Steinquadern geschaffen. Durch diese führt eine freihängende Eisenstange, an deren unterem Ende Schwergewichte angebracht sind. Dieses Gewicht in der Spitze des Turmhelmes soll die Schwankungen des Turmes bei Sturm, Erdbeben und beim Läuten der Glocken ausgleichen. Über dem Knauf darüber befinden sich Stern und Halbmond.
Die drei übergiebelten Trichterportale des Turms sind dem Hauptportal der Kirche vorgelagert. Über dem mittleren Portal des Turmes ist eine Christus-Salvator-Figur zu sehen, während sich im Wimperg über dem linken Turmportal eine Figur des heiligen Petrus und über dem rechten Turmportal eine des heiligen Paulus befindet. Alle drei wurden von Franz Melnitzky geschaffen.
Unterhalb des Turmes befindet sich eine sechseckige, golden bemalte Vorhalle mit einem Sternrippengewölbe mit Ringschlussstein, zum Aufziehen der Glocken. Das Gewölbe lagert auf Diensten. Auf dem Deckel im Ringschlussstein ist eine vielstrahlige Sonne auf schwarzem Grund und rotem Kreuz abgebildet.
Rundherum befinden sich die übrigen Schlusssteine. Sie tragen das Wappen von Weißgerber (grüne Artischocke flankiert von zwei goldenen Ziegenböcken auf rotem Grund), das Wappen Niederösterreichs (blauer Schild mit goldener Mauerkrone und fünf goldenen Adlern), das Wappen von Kardinal Othmar von Rauscher, das Wappen von Österreich, das Wappen der Stadt Wien (schwarzer Adler mit Wiener Wappen auf goldenem Grund) und das Wappen der Habsburger (schwarzer Adler mit rot-weiß-rotem Bindeschild auf goldenem Hintergrund). Auf dem Tympanon über dem Hauptportal knien zwei Engel vor der heiligen Margarethe.

### Kircheninneres

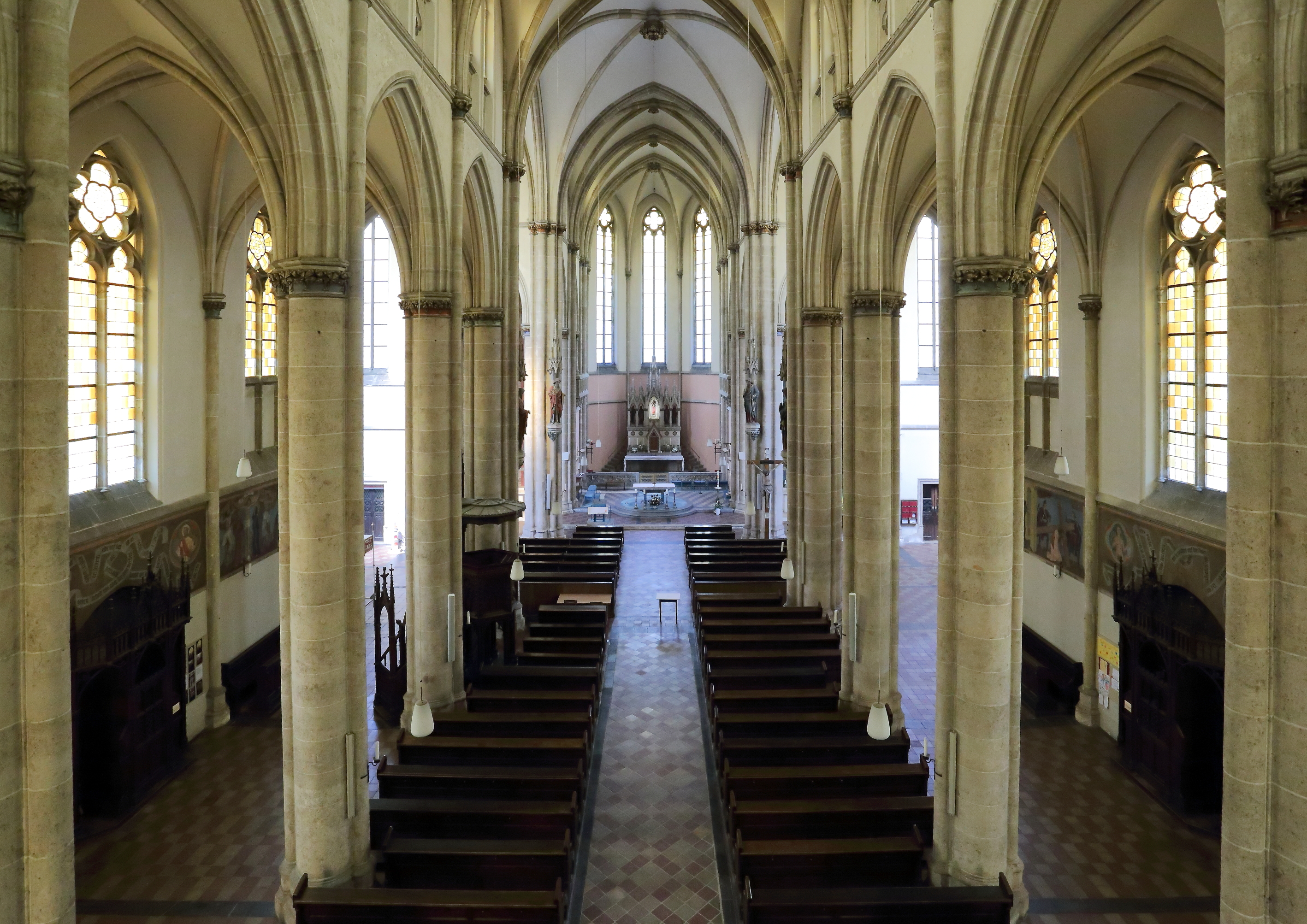
Innenansicht von der Orgelempore in Richtung Hochaltar

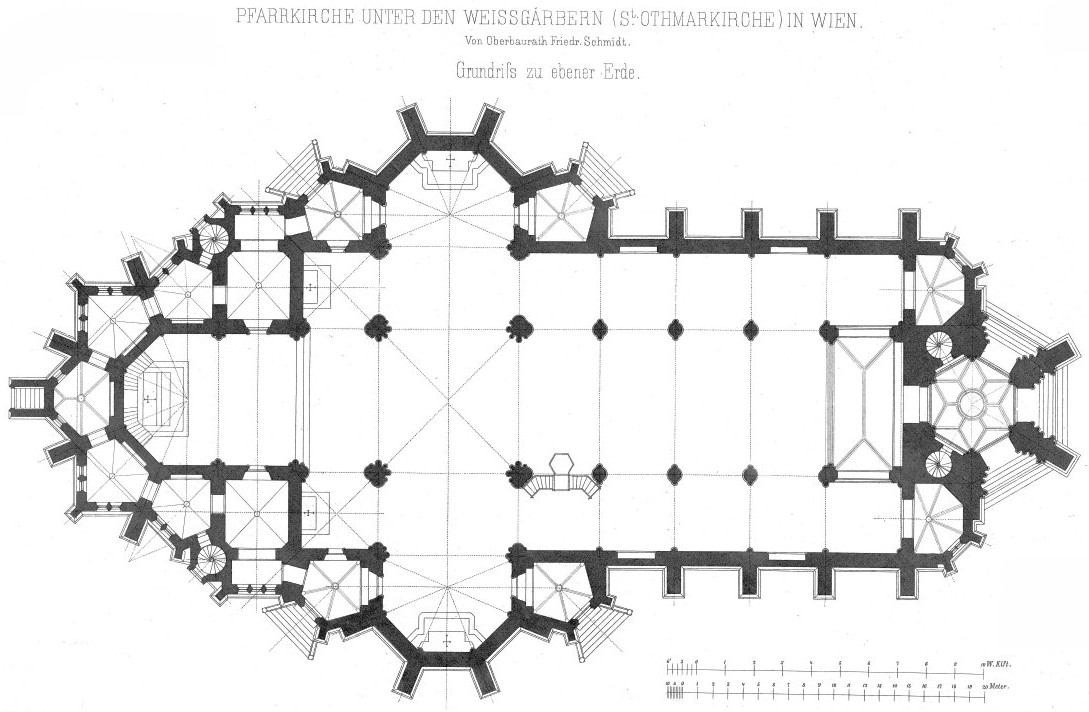
Ebenerdiger Grundriss der Kirche

Im Inneren ist die Kirche eine dreischiffige und fünfjochige Basilika. Im östlichen Mittelschiffjoch befindet sich die Orgelempore mit Maßwerkbalustrade über einem Spitzbogen. Über den hohen Spitzbogenarkaden auf Rundpfeilern im Mittelschiff sind Lichtgaden mit gekuppelten Dreiblattfenstern. Die Rundpfeiler, die das Hauptschiff von den Seitenschiffen trennen, sind mit jeweils zwei Diensten mit Blattkranzkämpfern versehen. Die den Seitenschiffen zugewandten reichen bis zur Höhe des Kapitells der Hauptsäule, die dem Hauptschiff zugewandten bis zum Kämpfergesims.
Die Decke im Mittelschiff ist kreuzrippen-, die in den Seitenschiffen kreuzgratgewölbt. Die Vierung ist quadratisch, die einjochigen Querschiffarme und der zweijochige Chor sind durch 5/8-Schlüsse abgeschlossen. Die Seitenschiffe werden bis in das erste Chorjoch weitergeführt, wo sich auch die beiden Seitenaltäre befinden. Im Presbyterium befinden sich beidseitig über der Sakristei zwei spitzbogige Oratorienöffnungen mit Maßwerkbrüstungen, die auf Konsolen lagern. Im Schlussstein im Chor ist Jesus als „Lamm Gottes“ dargestellt. Die Säulen und Bögen sind aus unverputztem Stein; die Mauer ist weiß und der Chor bis zum unteren Ansatz der Fenster altrosa verputzt.
Ursprünglich waren die Wände und Säulen der Kirche durchgehend polychrom und bis zur Fensterbank mit Teppichmustern bemalt. Dadurch entstand ein einheitlicher Gesamteindruck. Die Säulenkapitelle trugen vergoldetes Blätterwerk auf blauem Grund. Die dunkelblau gehaltene Decke war mit goldenen Sternen bemalt. In jedem Joch befanden sich vier Darstellungen von Heiligen in runden Bildern. Spruchbänder zu beiden Seiten des Eingangsportals trugen die Inschriften: „Diese Kirche wurde unter der Regierung des Kaisers Franz Josef I. von der Gemeinde Wien als Patron der Pfarre nach den Plänen und unter der Leitung des Dombaumeisters zu St. Stephan Friedrich Schmidt erbaut. Der Bau begann im Jahr 1865 zur Zeit der Verwaltung des Bürgermeisters Andreas Zelinka. Architekten und Bauführer: Viktor Luntz 1865–1867, Friedrich Scholy.“ und „Am 17. Mai 1866 legte Seine Eminenz der hochwürdigste Fürst-Erzbischof von Wien Joseph Othmar Kardinal Rauscher den Grundstein. Am 24. August 1873 zur Zeit der Verwaltung des Bürgermeisters Dr. Cajetan Felder weihte derselbe hochwürdigste Kirchenfürst das Gotteshaus ein. Architekt und Bauführer Carl Schaden 1868–1873. Baumeister Josef Hlavka.“ Von den Brüdern Jobst gemalte Gestalten aus dem Alten Testament an den Seitenwänden verschwanden bei den Renovierungsarbeiten zwischen 1939 und 1944.

## Ausstattung

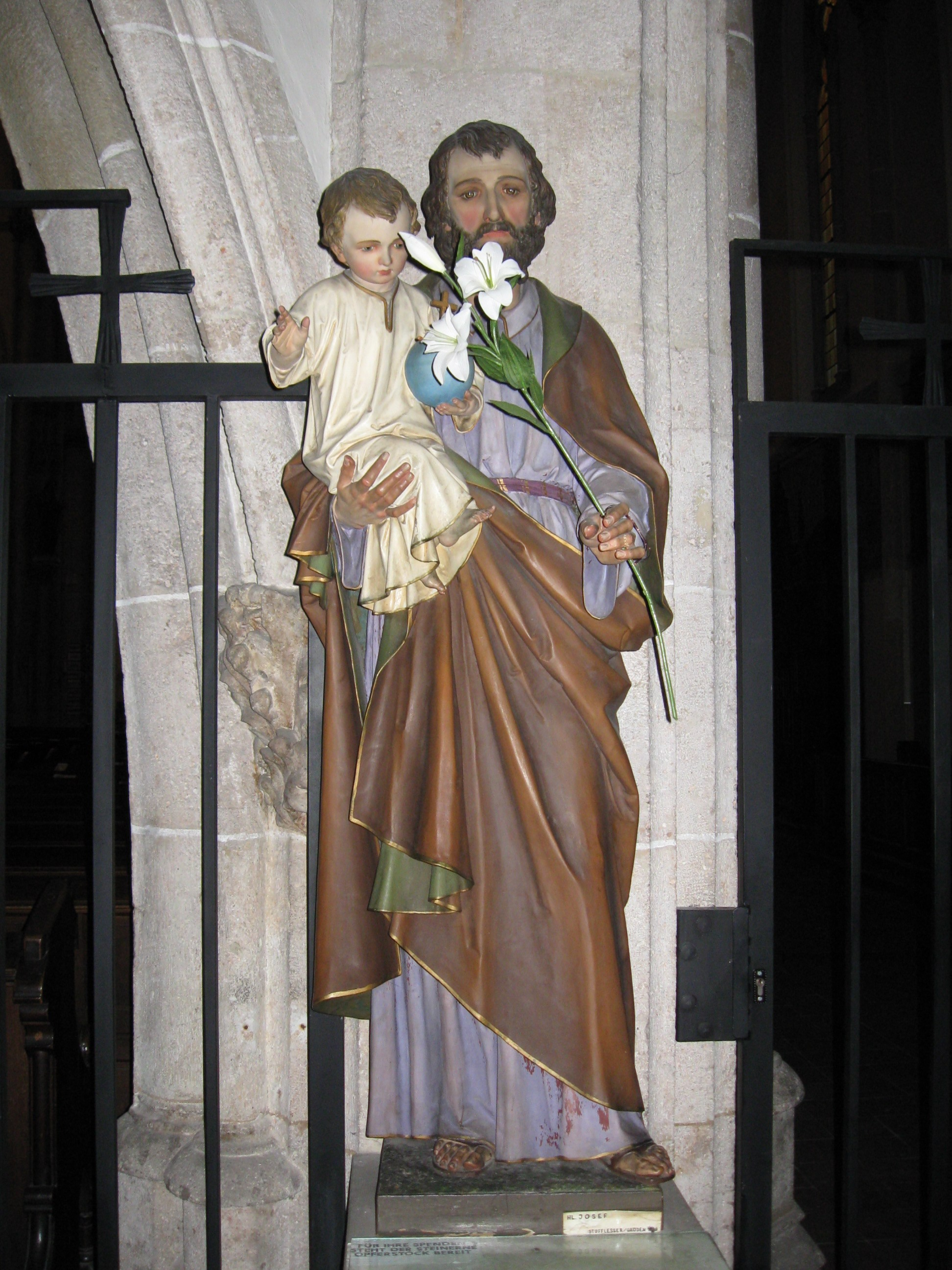
Die Statue des heiligen Josef wurde von Ferdinand Stufflesser aus St. Ulrich im Grödner Tal (1901) geschaffen.

Der Großteil der Ausstattung stammt aus der Bauzeit. Die Heiligenstatuen des Antonius (1899) und Josef von Nazaret (1901) unter der Empore sind Arbeiten von Ferdinand Stuflesser aus St. Ulrich im Grödner Tal. Der Figur des heiligen Josef wurden am 7. Februar 2014 bei einem Vandalenakt Finger abgebrochen. Stufflesser hatte bereits 1893 das Missionskreuz geschaffen. An der Brüstung der Orgelempore befindet sich eine steinerne Statue der heiligen Cäcilia von Franz Melnitzky. Die Vierungspfeiler tragen in etwa sieben Metern Höhe ebenfalls von Franz Melnitzky geschaffene bunt bemalte Statuen der vier Evangelisten mit ihren jeweiligen Attributen auf Konsolen unter Baldachinen.
Die neugotische, mit Maßwerk verzierte Kanzel aus Eichenholz steht frei unter dem letzten Bogen des Hauptschiffes auf der linken Seite und hat eine doppelte gerade Stiege. Am Korb zeigt sie die Darstellung Christi als guten Hirten in Form eines Reliefs mit vergoldetem Hintergrund. Der Schalldeckel lagert auf zwei Konsolen und lädt im Zwölfeck frei aus. Nach oben hin endet der Schalldeckel mit einer Figur des Johannes des Täufers unter einem quadratischen Baldachin.
In den Seitenschiffen stehen jeweils zwei neugotische Beichtstühle aus Holz, die nicht mehr verwendet werden.

### Presbyterium

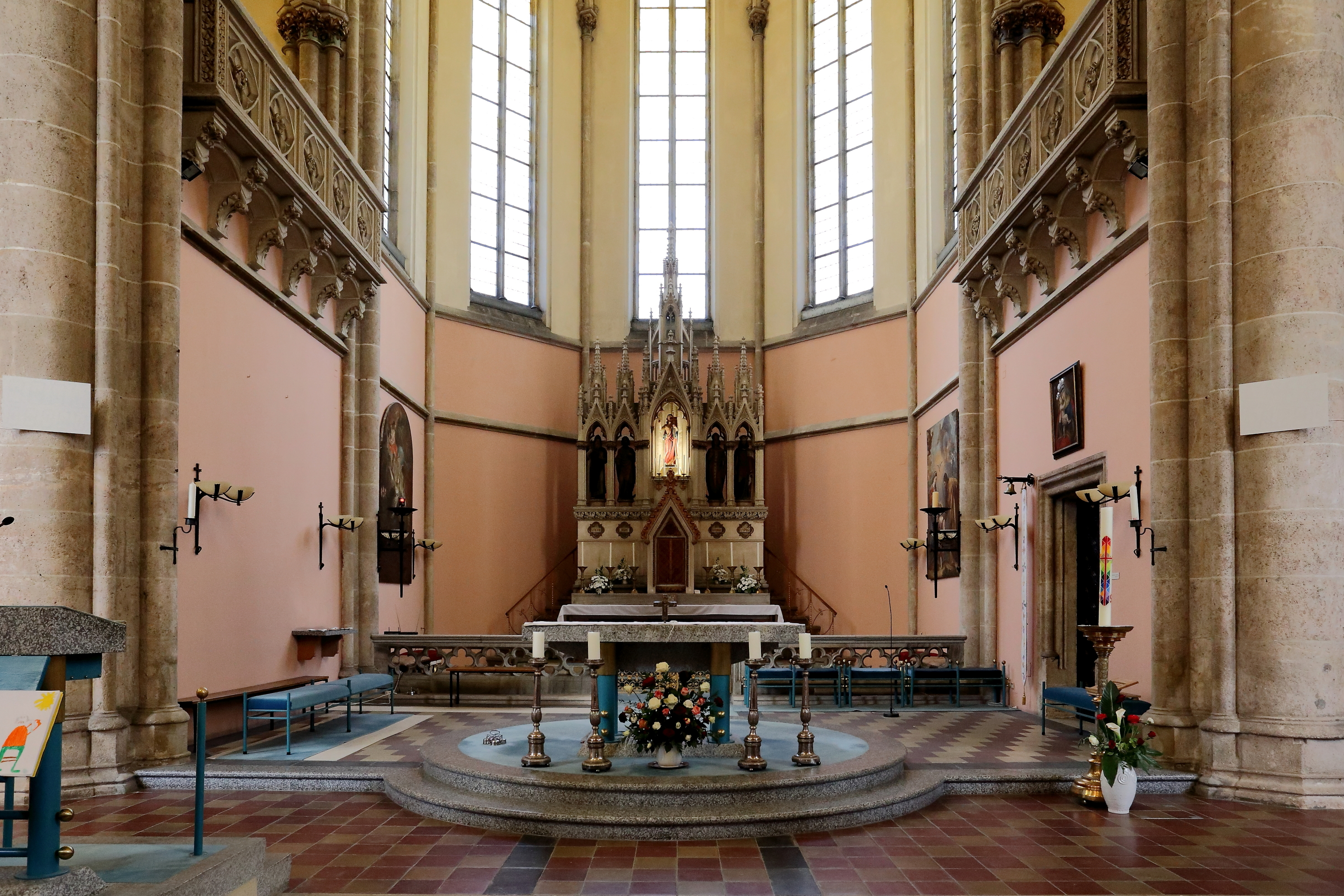
Presbyterium mit Hoch- und Volksaltar

Der steinerne, neugotisch gestaltete Hochaltar ist zweigeschoßig und hat einen Aufsatz mit einer Nische über dem Tabernakel. Diese Nische mit einem goldenen Kruzifix (während der Osterzeit mit einem colorierten Auferstandenen aus Holz) wird von ebenfalls in Nischen stehenden hölzernen Statuen flankiert, die von Franz Melnitzky geschaffen wurden. Sie stellen (von links nach rechts) die Heiligen Severin, Josef, Othmar und Leopold dar.
Ursprünglich lief um die Wand im Chorraum ein Freskenkranz, der die Taufe Christi, den Einzug Jesu in Jerusalem, das letzte Abendmahl Jesu und Jesus am Ölberg zeigte. Dieses Freskenband stammte von den Brüdern Franz und Karl Jobst. Das Freskenband wurde im Jahr 1911 von J. Kleinert erneuert und anlässlich der Renovierung 1939 bis 1944 entfernt.
Das linke Ölgemälde im Presbyterium zeigt die „Verklärung der heiligen Margarete“ – von Anton Maulpertsch oder einem seiner Schüler 1767 angefertigt. Das Ölbild der heiligen Margarethe war ursprünglich das Altarbild der Margarethenkirche. An der rechten Wand des Presbyteriums zeigt das Gemälde die Heilige Familie, gemalt von Julio Giavani im Jahr 1860. Das Bild von Julio Giavani war ursprünglich als Altarbild für die Othmarkirche vorgesehen, passte jedoch nicht zum neugotischen Baustil. Über der Eingangstür zur Sakristei auf der rechten Seite des Chores befindet sich ein gekröntes Marienbild nach Lucas Cranach der Jüngere. Auch dieses war ursprünglich Inventar der Margarethenkirche.
Das Presbyterium wurde 1993 durch den Architekten Erwin Plevan neu gestaltet. Dabei wurde ein neuer Volksaltar errichtet und das Kommuniongitter, das ursprünglich das Presbyterium vom Hauptschiff abgrenzte, um ein Chorjoch nach vor, zwischen Haupt- und Volksaltar versetzt, um die Distanz zwischen Klerus und Volk zu verringern. Der neue Volksaltar wurde am 7. November 1993 vom Wiener Kardinal Hans Hermann Groër geweiht.

### Altäre in den Seitenschiffen
Herz-Jesu-Altar
Am vorderen Ende des linken Seitenschiffes befindet sich der Herz-Jesu-Altar. Den ursprünglichen Altartisch fertigte 1889 der Tischler Matthäus Oberndorfer und stattete ihn mit einer vielfarbigen Herz-Jesu-Statue aus. 1942 wurde der Altar umgestaltet, die chromierte Statue wurde entfernt, eine Herz-Jesu-Statue von Edwin Grienauer aufgestellt und die Seccogemäldegallerie im Hintergrund gemalt. Diese stammt von Rudolf Holzinger und zeigt Heilige und Förderer der Verehrung des Herzens Jesu und des Altarsakramentes. Im Bogen sind unter dem gekrönten Herzen Jesu die Attribute der vier Evangelisten dargestellt. Ein Spruchband auf der gesamten Freskobreite darunter enthält den Text: „Papst Leo der dreizehnte weihte im Jahre achtzehnhundertneunundneunzig die Welt dem heiligsten Herzen Jesu“. Unterhalb dieses Spruchbandes ist Papst Leo XIII. mit Tiara auf einem Thron sitzend abgebildet. Das darunter befindliche kurze Spruchband erläutert: „Leo XIII., Pontifex Maximus“. Auf der linken Bildseite ist die heilige Margareta Maria Alacoque, und in gleicher Höhe – auf der rechten Seite – der heilige Franz von Sales mit vor ihm knienden Gläubigen abgebildet. Auf dem Schriftband darunter, das über die ganze Wandbreite verläuft, steht geschrieben: „Ich preise dich Vater, Herr des Himmels und der Erde.“ Darunter ist auf der linken Bildhälfte die heilige Ordensschwester Gertrud mit zwei weiteren Mitschwestern und rechts – auf gleicher Höhe – der selige Dominikanerpriester und Mystiker Heinrich Suso dargestellt. Auf der tiefsten Bildebene, befindet sich links ein Bildnis der heiligen Agnes von Rom und rechts ein Bild vom Märtyrertod des heiligen Tarsicius. Darunter befindet sich ebenfalls ein über die gesamte Breite verlaufendes Spruchband: „Denn mein Joch ist sanft und meine Bürde leicht. Matthäus 11. Kapitel 27.–30. Vers.“ In Höhe des Altars befinden sich zwei weitere Wandinschriften. Links ist zu lesen: „Kommt zu mir alle – die ihr mühselig und beladen seid, ich will euch erquicken.“ Auf der rechten Seite steht: „Nehmet mein Joch auf euch, lernt von mir, denn ich bin sanftmütig und vom Herzen demütig.“
Margarethenaltar
Der Margarethenaltar am Ende des rechten Seitenschiffs trägt eine Statue der heiligen Margarethe von Edwin Grienauer, ebenfalls aus dem Jahr 1942. Ursprünglich befand sich dort eine polychromierte Statue der heiligen Margarete, die 1875 aufgestellt worden war. Im Hintergrund stellt die bis an die Wölbung reichende Seccomalerei von Rudolf Holzinger die Geschichte des Margarethenkirchleins in mehreren Abschnitten dar.
Ganz oben ist Christus am Kreuz zwischen zwei Engeln zu sehen, darunter das brennende erste Weißgerberkirchlein; davor liegt der von den Osmanen ermordete erste Weißgerber Priester Johannes Reischacher am Boden. Links neben dem Kirchlein stehen zwei Soldaten der christlichen Verteidigungsarmee, rechts zwei Osmanen. Darüber verläuft ein Spruchband mit der Aufschrift „Anno Domini 1683, am Margarethentage erstürmten die Türken das Kirchlein, steckten es in Brand und ermordeten den Seelsorger vor dem Tabernakel.“ Links unterhalb der Soldaten sind die beiden Stifter des ersten Kirchleins, das Fleischhauerehepaar Urban und Sabine König dargestellt. Letztere hält einen Bauplan der Kirche in Händen; das dazugehörige Spruchband trägt die Worte: „Der allerheiligsten Dreifaltigkeit zu Ehren erstand das Gotteshaus.“ Das Bild auf der rechten Seite zeigt Papst Clemens X. und die Kaiserin Margaretha von Spanien. Sie hält das von ihr dem Kirchlein gestiftete Margarethenbild in Händen. Vor dem Papst schreitet ein jugendlicher Wappenträger mit dem päpstlichen Wappen, vor der Kaiserin ein Standartenträger, auf dessen Banner „Kaiserin Margarethe“ geschrieben ist. Das dazugehörige Spruchband lautet: „Damals reg. Papst Klemens X. und Kaiser Leopold I.“ Links unterhalb des Ehepaars König ist dieses abermals abgebildet. Beide sind eben aufgewacht und sitzen am Rand ihres ehelichen Himmelbettes. Zu Füßen der Frau ist das Fleischerwappen mit zwei Schlächterbeilen sichtbar. Rechts ist auf gleicher Höhe der Traum des Ehepaares dargestellt: Die drei verstorbenen Kinder erscheinen auf einer Wolke schwebend mit einem Modell der Kirche. Unter ihnen ist ein Friedhof mit einer Kapelle angedeutet, der zeigen soll, dass die Kinder nicht mehr leben. Nach unten wird das Fresko von einem langen Spruchband abgeschlossen: „Anno Domini 1673 stifteten Urban und Sabine König das erste Kirchlein unter den Weysgerbern. Die fromme Kaiserin widmete 1.000 Gulden und ein Margarethenbild“. Links neben dem Spruchband ist ein Gelehrter oder Mönch dargestellt, der die obige Begebenheit auf ein Pergament aufzeichnet. Am rechten Ende des Spruchbandes ist das Wappen der Weißgerber zu sehen: zwei einander anspringende Ziegenböcke über einem Strauch als Sinnbild für die dort lebenden Gärtner und Gerber.
Auf Altarhöhe gibt es weitere Inschriften. Auf der linken Seite steht: „Anno Domini 1673, als Leopold I. deutscher Kaiser und Klemens X. Papst war, gelobte das Ehepaar Urban und Sabine König, k.k. Hof- und bürgerliche Fleischhauer, die erste Kirche 'unter den Weysgerbern' zu Ehren d. Allerheiligsten Dreifaltigkeit zu erbauen“. Auf der rechten Seite steht: „Ihre zu Pfingsten desselben Jahres verstorbenen drei Kinder hatten in der Nacht zum Dreifaltigkeitssonntag in einem Traumgesicht darum gebeten. 1683, am 13. Juli, brannten die Türken d. Kirche nieder und ermordeten den ersten Seelsorger Johannes Reischacher.“

### Altäre im Querschiff
Kreuzigungs-Altar

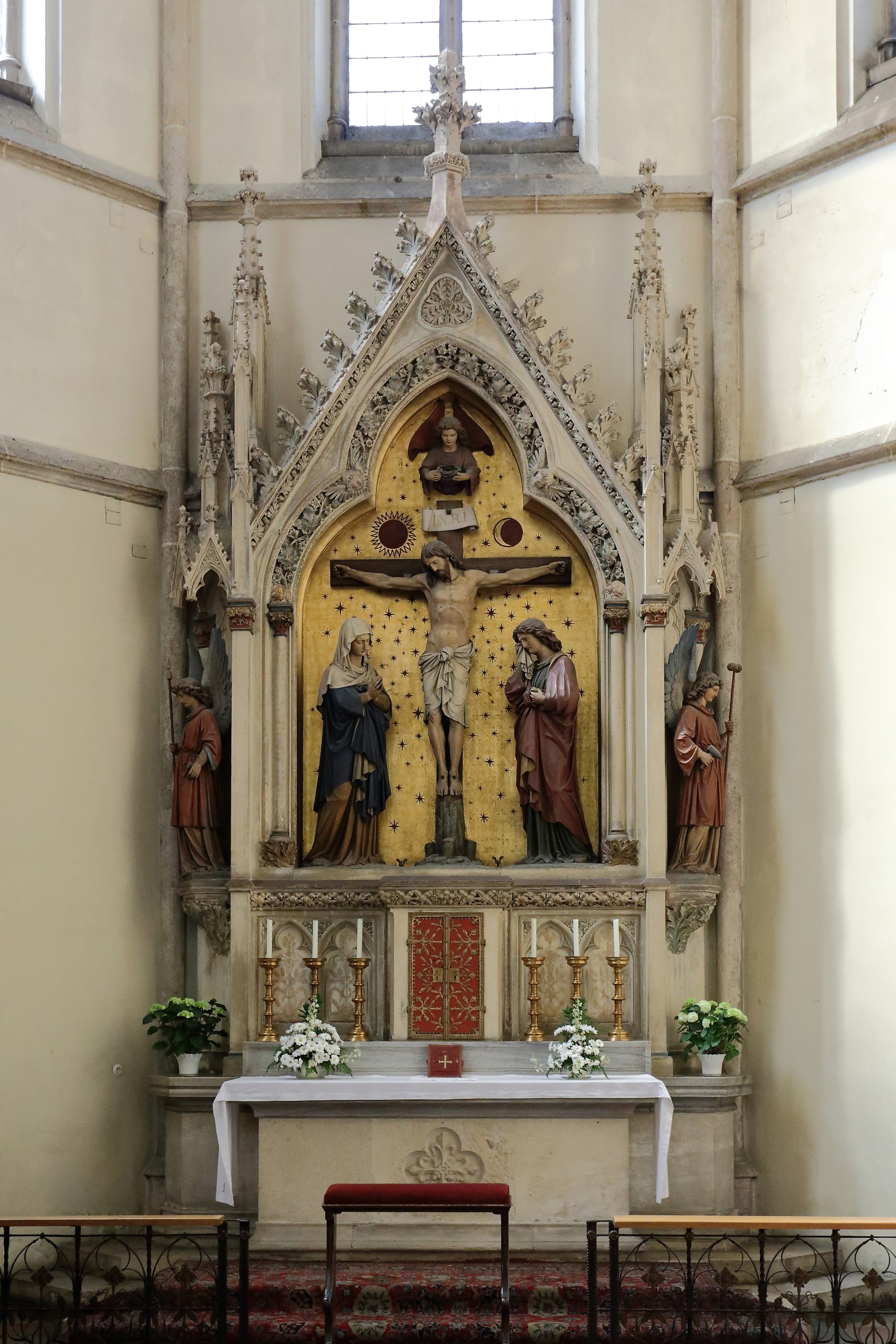
Der Kreuzigungs-Altar

Am linken Ende des Querschiffs befindet sich der steinerne Kreuzaltar mit einer polychromen Kreuzigungsgruppe vor einem sternenbesäten goldenen Hintergrund. Maria hat ihre Hände gefaltet, während der trauernde Johannes sein Gesicht mit einem Tuch berührt. Die Kreuzesinschrift I.N.R.I. wird von Sonne und Mond flankiert. Über dem Kreuz hält ein Engel die Dornenkrone. Rechts und links der Kreuzigungsgruppe steht je ein Engel unter einem Baldachin auf einer Konsole. Sie sind angeordnet wie Schreinwächter bei mittelalterlichen Flügelaltären. Wie der Engel über dem Kreuz halten auch sie Arma Christi in ihren Händen: Der linke Engel trägt eine Lanze und Nägel, der rechte einen Hammer und den Essigschwamm. Der Kreuzigungs-Altar stammt angeblich noch aus der Margarethen-Kirche vom Jahr 1822. Er wird von zwei Steinfiguren der Heiligen Theresia (links) und Josef (rechts) flankiert. Die beiden steinernen Statuen im linken Querschiff schuf 1946/47 Adolf Wagner von der Mühl, der selbst Pfarrangehöriger von St. Othmar war.
Zwischen Karfreitag und der Osternacht wird jedes Jahr am Fuße des Altars das Heilige Grab aufgebaut.

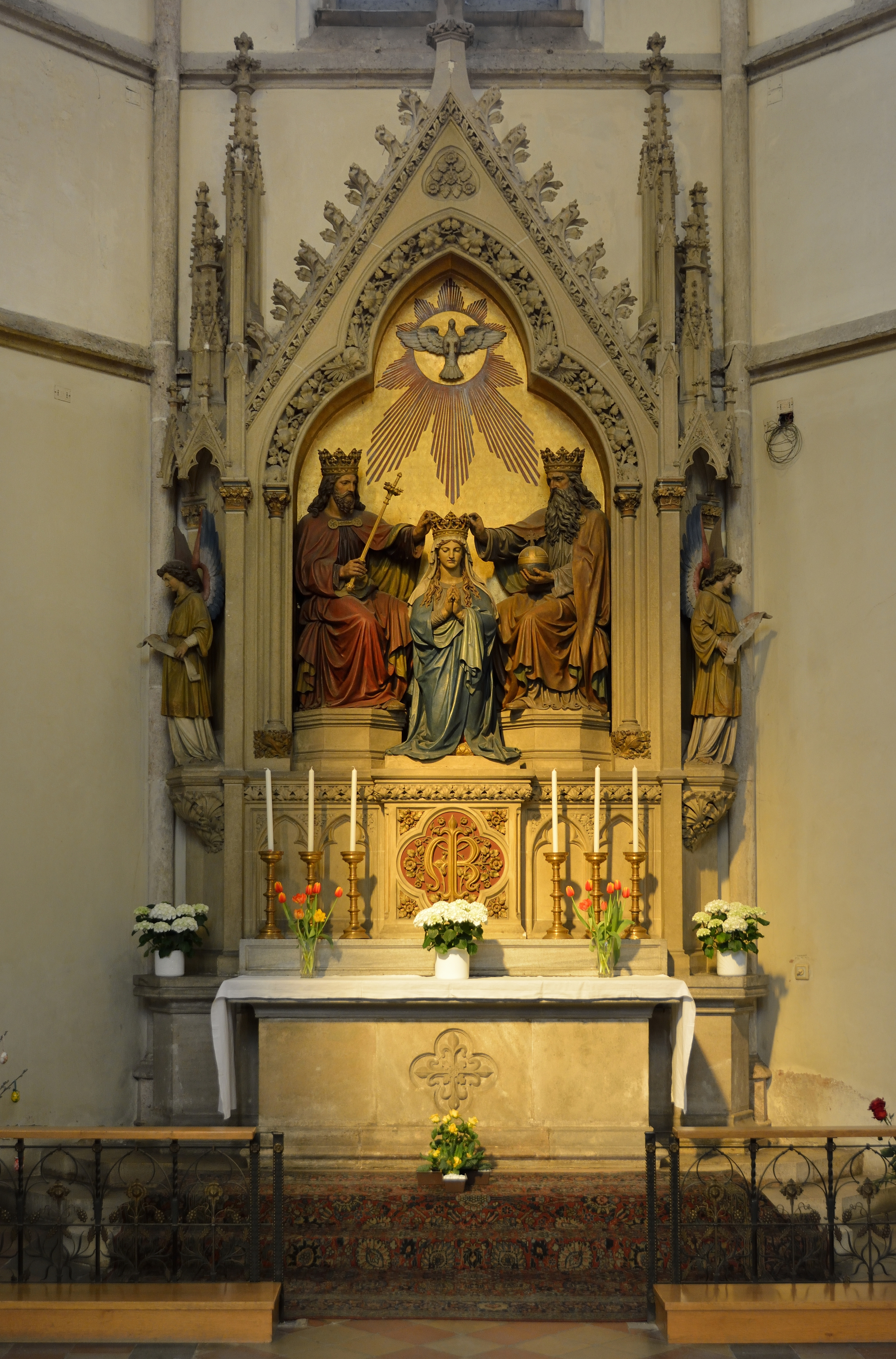
Maria-Krönungsaltar
Am rechten Ende des Querschiffs befindet sich der steinerne Maria-Krönungsaltar mit Statuen des Bildhauers Franz Melnitzky, die während des Kirchenbaues geschaffen wurden. Der Maria-Krönungsaltar wird von zwei Steinstatuen der Heiligen Antonius und Judas Thaddäus flankiert, die 1942 von Edwin Grienauer geschaffen wurden.
1935 stiftete ein anonymer Spender die jedes Jahr während der Weihnachtszeit vor diesem Altar aufgebaute Bachlechner-Krippe.

### Kapellen
Taufkapelle
Mitte der 1980er Jahre wurde die Taufkapelle mit Taufbecken aus grauem Marmor neu geschaffen. Links und rechts an der Wand sind zwei in blauen und türkisen Farbtönen bemalte Kupfertafeln montiert. Sie wurden, wie auch die Fenster in der Auferstehungskapelle von Hannelore Forstreiter gestaltet. Die linke Tafel zeigt den Taufspruch „Ich taufe dich im Namen des Vaters, und des Sohnes und des Heiligen Geistes.“ Auf der rechten Tafel ist das Meer mit einer Taube und einem Fisch gemalt. Der Taufstein besteht aus geschliffenem Granit. Der Deckel mit dem Relief einer Taube in der Mitte ist aus Bronze. Auf ihm ist rundum eingraviert: „In nomine patris et filii et spiritus sancti“ (Im Namen des Vaters und des Sohnes und des Heiligen Geistes). Der Schlussstein zeigt einen Pelikan.
Versöhnungskapelle
Die Versöhnungskapelle ist im östlichen Winkel des rechten Querschiffes untergebracht. Sie wird heute ausschließlich als Aussprachezimmer genutzt. Rechts vom Eingang befindet sich eine steinerne Nische mit der Reliquie des heiligen Othmars.
Goldene Madonna-Kapelle
In der Kapelle befindet sich eine auf einer gewundenen Säule stehende goldene Madonnenskulptur von Franz Barwig dem Älteren. Diese wurde 1988 vom Wiener Erzbischof Hans Hermann Groër gekrönt. Den Schlussstein des Gewölbes bildet die Heilig-Geist-Taube. Vor 1939 befand sich an der Stelle der Kapelle eine Lourdesgrotte.
Links davon enthüllten die Kardinäle Józef Glemp von Warschau und Hans Hermann Groër von Wien beim Maximilian-Kolbe-Fest am 14. August 1987 eine Gedenktafel aus Bronze für den Heiligen aus neuerer Zeit.
Auferstehungskapelle
Seit 1990 befindet sich im ehemaligen Sakristeitrakt die der Feier der Wochentagsmessen dienende Auferstehungskapelle aus zwei durchgebrochenen polygonalen Räumen. Die Fenster schuf Hannelore Forstreiter, eine Pfarrangehörige. Die bunten Farbfenster zeigen den Emmausgang.
Im hinteren Bereich steht ein Harmonium. Im vorderen Teil befindet sich das um eine Stufe erhöhte Presbyterium. Die Wände der Kapelle sind mit Holzleisten verkleidet. Auch der Volksaltar, der Ambo und der Boden im Presbyterium sind aus diesem Material. Die Sitzgelegenheiten für Priester und Ministranten standen ursprünglich im Chor der Kirche.

### Kreuzweg
Den Kreuzweg schuf 1944 Rudolf Holzinger als friesartiges Fresko. Er hatte 1943 auch den Hintergrund der Seitenaltäre gemalt. Vorher war die gesamte Kirche in dunklen Farben bemalt und mit einem Kreuzweg aus gerahmten Ölbildern ausgestattet. Im Jahr 1961 restaurierte Franz X. Wolf den Kreuzweg.

## Orgel
Die erste Orgel der Pfarrkirche St. Othmar unter den Weißgerbern baute 1873 Carl Hesse als zweimanualiges Instrument mit 28 Registern. Vor ihrer Aufstellung in St. Othmar wurde sie auf der Weltausstellung 1873 präsentiert, wobei Hesse für dieses Werk einen Preis erhielt. Im Ersten Weltkrieg beschlagnahmte die Heeresverwaltung die Prospektpfeifen; bis zum Neubau durch Johann M. Kauffmann 1931 war das Bespielen der Orgel nur mit Schwierigkeiten und Einschränkungen möglich. Ein nach dem Ersten Weltkrieg gegründeter Orgelfonds musste auf Grund der Inflation 1922 aufgegeben werden.
| I Hauptwerk C–f3 |       |
| Bourdon          | 16′   |
| Quintatön        | 16′   |
| Prinzipal        | 8′    |
| Hohlflöte        | 8′    |
| Salizional       | 8′    |
| Viola            | 8′    |
| Oktav            | 4′    |
| Flöte            | 4′    |
| Nachthorn        | 4′    |
| Quinta           | 2 ⁄3′ |
| Superoktav       | 2′    |

| II Schwellwerk C–f3 |     |
| Quintatön           | 16′ |
| Prinzipal           | 8′  |
| Traversflöte        | 8′  |
| Viola               | 8′  |
| Oktav               | 4′  |
| Fugara              | 4′  |
| Superoktav          | 2'  |
| Fagott              | 16′ |

| Pedal C–f1 |         |
| Prinzipal  | 16′     |
| Subbaß     | 16′     |
| Viola      | 16′     |
| Nasardt    | 10 2⁄3′ |
| Oktavbass  | 8′      |
| Cello      | 8′      |
| Quintbaß   | 5 1⁄3′  |
| Octav      | 4′      |
| Posaune    | 16′     |

- Koppeln: II/I, Pedalkoppel
- Feste Kombinationen: Piano, Pleno[42]

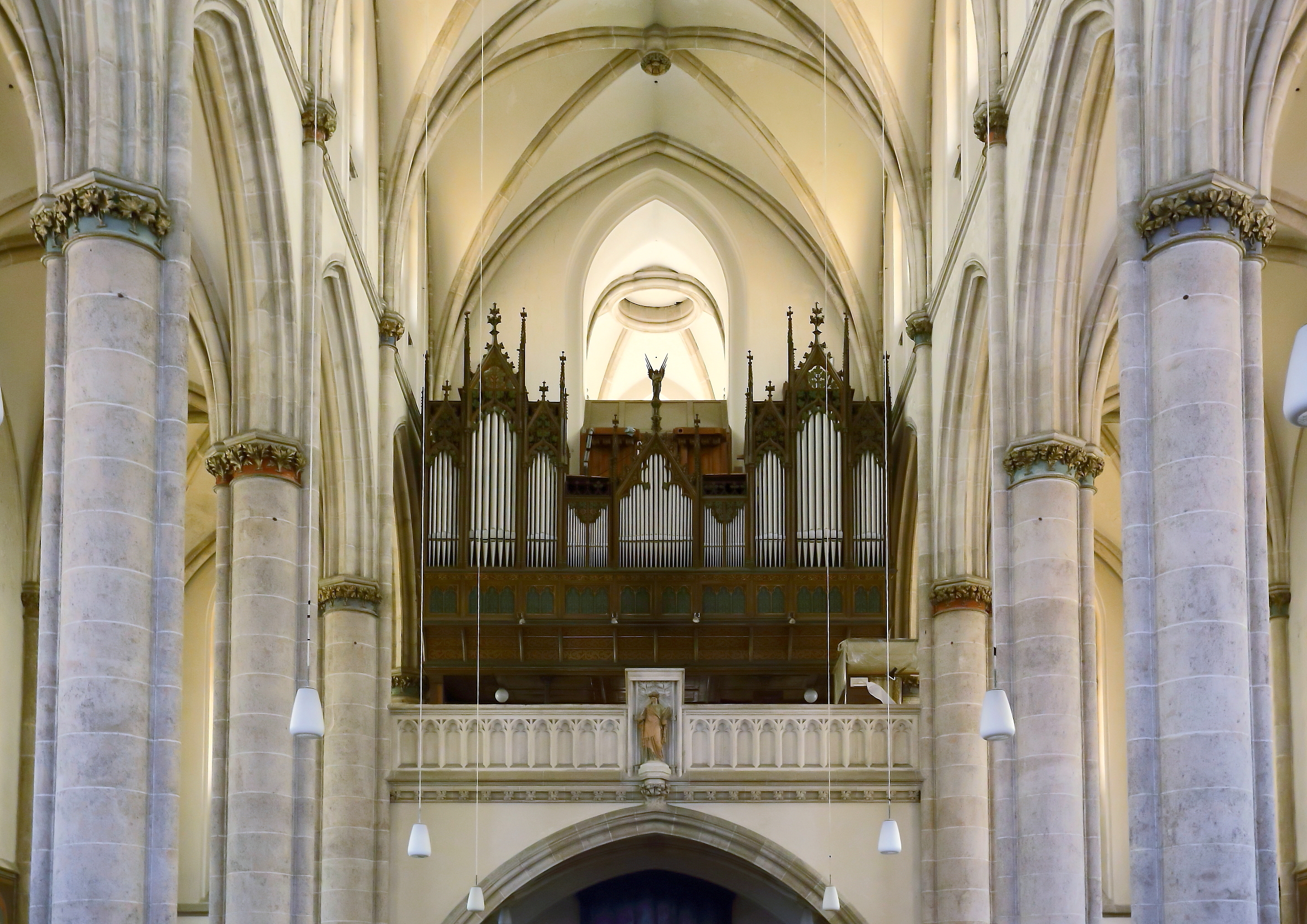
Orgel von Johann M. Kauffmann (1931) im Gehäuse der ursprünglichen Orgel

1931 baute die Wiener Firma Johann M. Kauffmann die Orgel unter Verwendung des bestehenden Gehäuses und des vorhandenen Pfeifenmaterials neu. In diesem Zusammenhang kam erstmals in Wien bei einer Orgel „vom Spieltisch angefangen bis zum Pfeifenwerk sowie zum Antrieb des Gebläses“ elektrischer Strom zum Einsatz. Seither verfügt das Instrument über 35 Register auf drei Manualen und Pedal. Am 22. November 1931 wurde die neue Orgel feierlich eingeweiht. 1961 wurde die kriegsbeschädigte Orgel durch die Erbauerfirma instand gesetzt, wobei die Druckknöpfe unter den Klaviaturen erneuert sowie Dominos im Fußabstellbrett eingebaut wurden; 2001 erfuhr die Orgel eine Generalsanierung.
| I Manual C–g3 |     |     |
| Bourdon       | 16′ | (H) |
| Prinzipal     | 8′  |     |
| Hohlflöte     | 8′  | (H) |
| Viola         | 8′  | (H) |
| Dolce         | 8′  |     |
| Octav         | 4′  |     |
| Flöte         | 4′  | (H) |
| Octav         | 2′  | (H) |
| Cornett III–V | 8′  |     |
| Trompete      | 8′  |     |

| II Schwellwerk C–g3 |       |     |
| Geig. Prinzipal     | 8′    |     |
| Liebl. Gedackt      | 8′    |     |
| Traversflöte        | 8′    | (H) |
| Salicional          | 8′    |     |
| Quintatön           | 8′    |     |
| Praestant           | 4′    |     |
| Mixtur              | 2 ⁄3′ | (H) |
| Klarinette          | 8′    |     |
| Tremulant           |       |     |

| III Manual C–g3 |       |     |
| Gedeckt         | 16′   | (H) |
| Fernprinzipal   | 8′    |     |
| Vox Coelestis   | 8′    |     |
| Aeoline         | 8′    |     |
| Fugara          | 4′    | (H) |
| Rauschquinte    | 2 ⁄3′ |     |
| Oboe            | 8′    |     |

| Pedal C–f1    |         |     |
| Prinzipalbass | 16′     | (H) |
| Subbass       | 16′     | (H) |
| Violonbass    | 16′     | (H) |
| Quintbass     | 10 2⁄3′ | (H) |
| Octavbass     | 8′      | (H) |
| Cello         | 8′      |     |
| Octav         | 4′      | (H) |
| Cornett III   | 5 1⁄3′  |     |
| Posaune       | 16′     |     |

- Koppeln:
  - Normalkoppeln: III/I, III/II, II/I, I/P, II/P, III/P
  - Suboktavkoppeln: II/I
  - Superoktavkoppeln: III, II, II/I
- Spielhilfen: Feste Kombinationen (pp, p, mf, f, Tutti), 2 freie Kombinationen, Rohrwerke ein, Crescendowalze, Handregistereinschaltung, automatische Pedalumschaltung, Auslöser
- Anmerkung

(H) = Aus der Hesse-Orgel übernommen

## Glocken

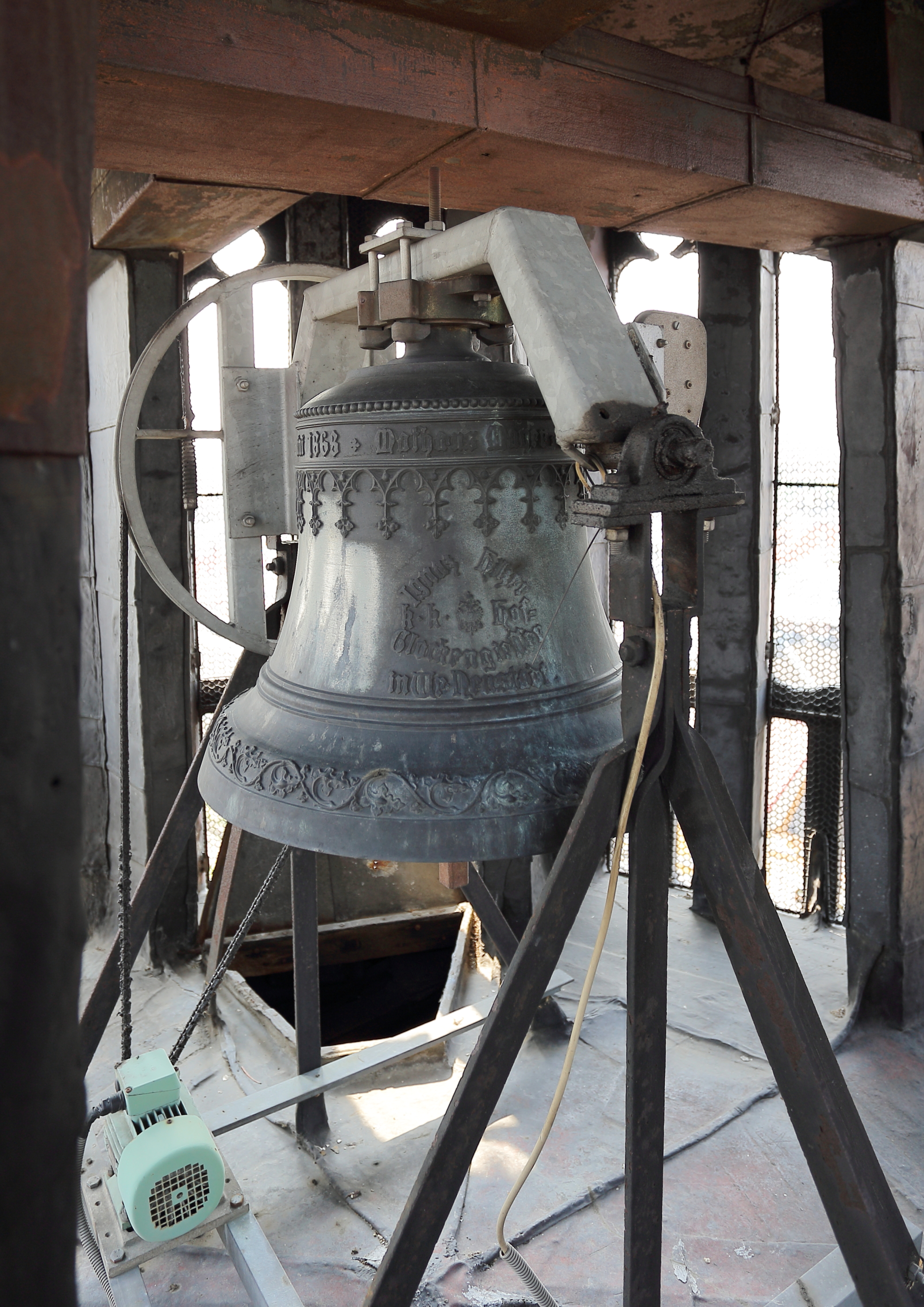
Die sogenannte Totenglocke im Sanktusturm (Vierungsturm)

St. Othmar verfügt über vier Glocken. Die Glocken I bis III hängen im Hauptturm, Glocke IV, die sogenannte „Totenglocke“, hängt im Sanktusturm über der Vierung.
|            | Ton   | Durchmesser in cm | Gewicht in kg | Gussjahr | Material | Gießer       |
| ---------- | ----- | ----------------- | ------------- | -------- | -------- | ------------ |
| Glocke I   | ais'  | 120               | 805           | 1920     | Stahl    | Böhler       |
| Glocke II  | cis'' | 100               | 460           | 1920     | Stahl    | Böhler       |
| Glocke III | c''   | 76                | 258           | 2000     | Bronze   | Grassmayr    |
| Glocke IV  | e''   | 60                | 130           | 1868     | Bronze   | Ignaz Hilzer |

Die ursprünglichen drei Glocken des Hauptturms mussten während des Ersten Weltkrieges als „Metallspende“ zu Rüstungszwecken abgegeben werden. Nach dem Krieg konnten zunächst lediglich die Glocken I und II neu angeschafft werden. Im Rahmen der Reparaturarbeiten nach dem Zweiten Weltkrieg wurde der Glockenantrieb elektrifiziert. Erst im Jahr 2000 wurde das Geläute vervollständigt, als eine der Pfarre zugehörige Familie die fehlende, von der Glockengießerei Grassmayr in Innsbruck gegossene dritte Glocke stiftete.
Die Totenglocke (IV) im Sanktusturm über der Vierung überstand sowohl den Ersten als auch den Zweiten Weltkrieg.

## Sonstiges

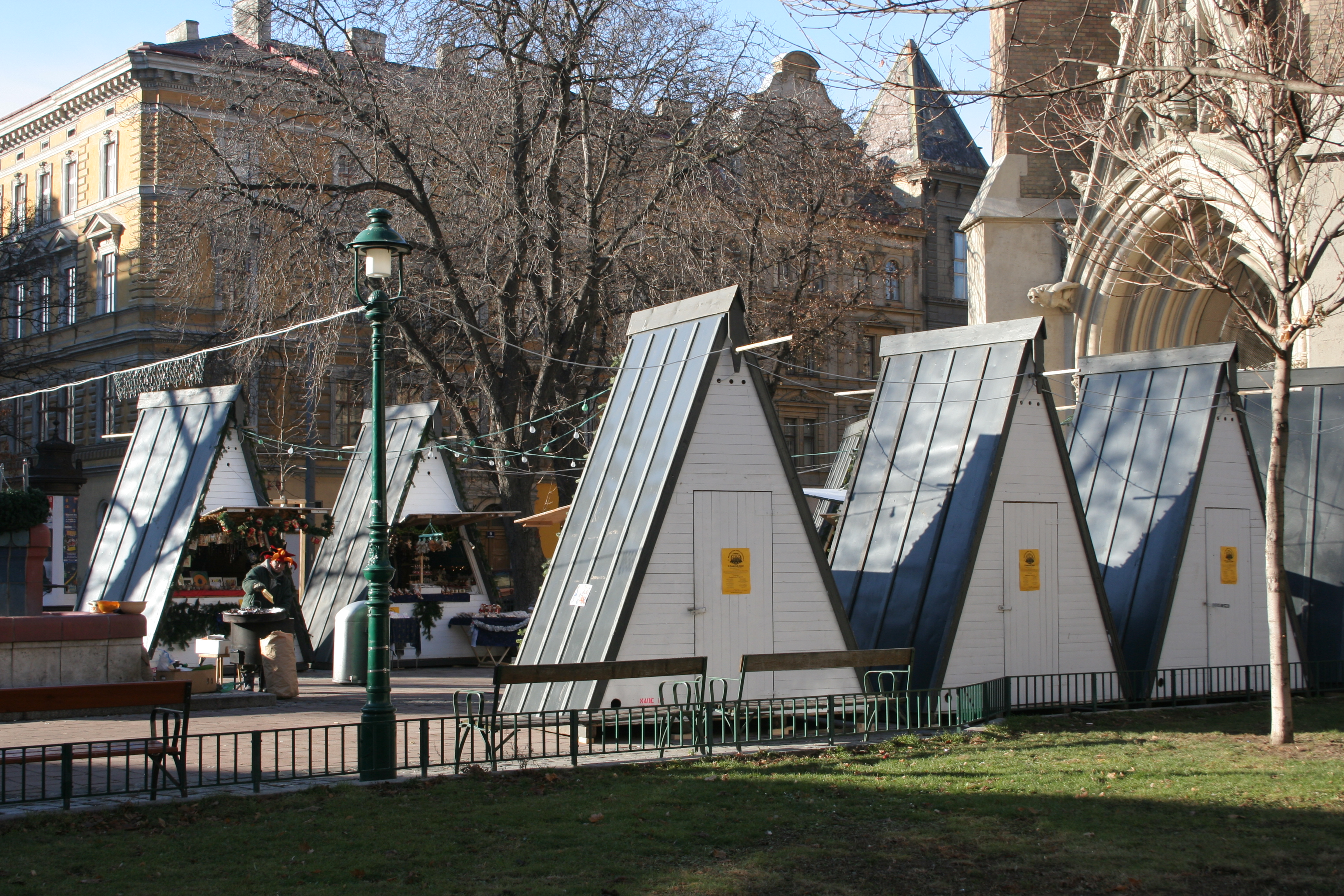
Der „Weißgerber Adventmarkt“ im Jahr 2005

St. Othmar war Hochzeitskirche zahlreicher Persönlichkeiten, unter anderem des Komponisten Carl Michael Ziehrer (1. September 1888), des späteren Staatskanzlers und Bundespräsidenten Karl Renner (28. Februar 1897) und des Dichters Josef Weinheber (1944).
Getauft wurden in dieser Kirche unter anderem der emeritierte Diözesanbischof von Linz Maximilian Aichern und der ehemalige Generalvikar der Erzdiözese Wien und Mitbegründer der Pfarrerinitiative Helmut Schüller.
Ab 1968 scharte Erwin Ortner in der Pfarre St. Othmar einen kleinen Kreis Altersgenossen um sich, aus dem später der Jugendchor, 1968 der Kammerchor St. Othmar und 1972 schließlich der Arnold Schoenberg Chor entstanden.
Seit 2003 veranstaltet die Pfarre St. Othmar auf dem Kolonitzplatz vor der Kirche fast jedes Jahr den „Weißgerber Adventmarkt“, der den ganzen Advent geöffnet hat und durch ehrenamtliche Mitarbeiter der Pfarre St. Othmar betrieben wird.